# Fred Melamed
Fred Melamed (Nueva York, 13 de mayo de 1956) es un actor estadounidense.

## Primeros años
Nació en la ciudad de Nueva York en una familia judía no creyente que nunca fue a una sinagoga, excepto para asistir al bar mitzvah de un primo. Cuando le preguntaron si quería asistir a una escuela hebrea, contestó que no, por lo que no tuvo una educación religiosa.

## Carrera
Se formó como actor en el Hampshire College y en Yale School of Drama.
La voz de Melamed se volvió una voz familiar en la televisión, siendo escuchada en los Juegos Olímpicos, Mercedes Benz, CBS Sports, USA Network, el Superbowl y numerosos anuncios y programas de televisión. Se hizo conocido en la industria como actor de voz, apareciendo en la saga de Grand Theft Auto y doblando la voz de otros actores en películas. En 1987 participó en la comedia Ishtar, con Dustin Hoffman y Warren Beatty. 
Pero fue por su interpretación del "sensible" villano Sy Ableman, en la película A Serious Man (2009) de los hermanos Coen, la que lo hizo un actor conocido por el público. Sobre el personaje, Film Confessional afirmó: «Sy Ableman es un gran villano del cine contemporáneo como The Joker, Hans Landa o Anton Chigurh... El personaje que logra Fred Melamed es la fuerza de destrucción más brillante del año». Por su actuación en A Serious Man, Melamed, los hermanos Coen, el reparto y los directores de casting ganaron el Premio Robert Altman en los Premios Independent Spirit.
Además, Melamed ha trabajado en varias películas de Woody Allen, incluyendo Hannah and Her Sisters, Radio Days, Another Woman, Crimes and Misdemeanors, Shadows and Fog, Husbands and Wives y Hollywood Ending. También tuvo papeles en otras películas como Suspect, The Good Mother, The Mission y The Pick-up Artist.

## Vida privada
Melamed vive con su esposa y sus dos hijos gemelos en el East End de Long Island. Sus dos hijos nacieron con autismo, y junto a su esposa, Melamed ha estado involucrado en movimientos de apoyo para las personas con trastornos del espectro autista y sus familias.